# Янь Цзюньлин
Янь Цзюньлин (кит. трад. 颜骏凌; род. 28 января 1991, Шанхай) — китайский футболист, вратарь клуба «Шанхай Порт» и сборной Китая.

## Клубная карьера
Начал футбольную карьеру в академии Гэньбао в 2001 году. В 2007 году перешёл в клуб «Шанхай Теллэйс». С 2007 по 2010 год был вторым вратарем в команде после Гу Чао. После того, как в 2011 году Гу перешёл в «Ханчжоу Гринтаун», получил возможность выступать первым номером. В сезоне 2012 года выходил в 24 матчах лиги и помог «Шанхаю» завоевать титул чемпиона Первой лиги. Дебютировал в Суперлиге Китая 8 марта 2013 года в матче против клуба «Бэйцзин Гоань», где пропустил 4 мяча. Провёл первый сухой матч 7 апреля 2013 года в матче против клуба «Чанчунь Ятай».

## Международная карьера
Дебютировал за сборную Китая 27 марта 2015 года в товарищеском матче против сборной Гаити.

## Статистика
| Сезон           | Клуб            | Дивизион        | Лига  | Лига | Кубок | Кубок | Азия  | Азия | Всего | Всего |
| Сезон           | Клуб            | Дивизион        | Матчи | Голы | Матчи | Голы  | Матчи | Голы | Матчи | Голы  |
| --------------- | --------------- | --------------- | ----- | ---- | ----- | ----- | ----- | ---- | ----- | ----- |
| 2008            | Цзянсу Сайнти   | Первая лига     | 2     | 0    | 0     | 0     | 0     | 0    | 2     | 0     |
| 2009            | Цзянсу Сайнти   | Первая лига     | 6     | 0    | 0     | 0     | 0     | 0    | 6     | 0     |
| 2010            | Цзянсу Сайнти   | Первая лига     | 10    | 0    | 0     | 0     | 0     | 0    | 10    | 0     |
| 2011            | Цзянсу Сайнти   | Первая лига     | 18    | 0    | 0     | 0     | 0     | 0    | 18    | 0     |
| 2012            | Цзянсу Сайнти   | Первая лига     | 24    | 0    | 0     | 0     | 0     | 0    | 24    | 0     |
| 2013            | Цзянсу Сайнти   | Суперлига       | 23    | 0    | 0     | 0     | 0     | 0    | 23    | 0     |
| 2014            | Цзянсу Сайнти   | Суперлига       | 30    | 0    | 0     | 0     | 0     | 0    | 30    | 0     |
| 2015            | Цзянсу Сайнти   | Суперлига       | 30    | 0    | 2     | 0     | 0     | 0    | 32    | 0     |
| Всего в карьере | Всего в карьере | Всего в карьере | 143   | 0    | 2     | 0     | 0     | 0    | 145   | 0     |

## Достижения
«Шанхай Теллэйс»
- Вторая лига Китая по футболу : 2007
- Первая лига Китая по футболу : 2012